# Dewi Sartika
Dewi Sartika (ur. 4 grudnia 1884 w Cicalengka, zm. 11 września 1947 w Tasikmalaya) – działaczka na rzecz edukacji i pionierka kształcenia kobiet w Indonezji. Założyła pierwszą szkołę dla kobiet w Holenderskich Indiach Wschodnich. Pośmiertnie, w 1966 r., została uhonorowana tytułem Bohatera Narodowego Indonezji. 